# Am/pm
am/pm（エーエム・ピーエム）は、アメリカ合衆国を中心に世界展開するコンビニエンスストア。

## 概要

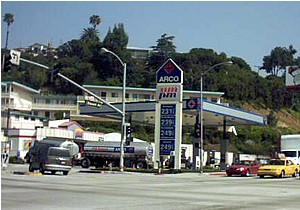
am/pmを併設した、ARCOのガソリンスタンド

1978年にアメリカ合衆国の石油元売のArcoが、ガソリンスタンドの集客力を挙げる目的でコンビニを併設させた店舗をカリフォルニア州に開店した。店名の由来は、午前 (am) でも午後 (pm) でも関係なく24時間営業することから。
Arcoは1980年代にガソリンスタンドにコンビニエンスストアを併設する事業モデルを積極的に導入した。 
ArcoがBPアモコに吸収合併された後は、BP系列のガソリンスタンドに展開した。そのため、欧米ではガソリンスタンド併設の店舗が多い。アメリカでの運営会社は、BPの系列会社であるBP West Coast Products LLC。
フランチャイズ店はメキシコ、ブラジル、アルゼンチンにも存在する。韓国では、SKグループが自社のガソリンスタンド内店舗としてチェーン展開をする等していたがその後全て消滅した。
台湾でも、Arcoと台湾企業との合弁で「安賓超商」として開店したが、損失が膨らみ1995年台湾から撤退した。

## 各国の状況

### アメリカ合衆国
Arcoは石油会社で最初に本格的なコンビニエンスストアを導入した企業で、独自に展開してきたmini-mart350店をam/pmに転換した。am/pmの事業展開に先立ち、石油精製の稼働率を高めたり自社のクレジットカードを廃止するなど徹底的な合理化により低価格化を行い、価格競争力を持つセルフSSを展開した。
CSP Magazine 2016 Convenience Top101によるとam/pmのコンビニエンスストア店舗数は970店舗で第8位となっている。
石油会社のArcoは2000年に英国系石油メジャーのBPアモコ（のちにBPに社名変更）に買収された。なお、親会社のBPはガソリンスタンドとコンビニエンスストアを併設させる事業展開を行っており、2021年7月には米国コンビニエンスストア大手のThorntonsを完全子会社化している（Thorntonsはケンタッキー州、イリノイ州、インディアナ州、オハイオ州、テネシー州、フロリダ州で合計200を超える店舗を持つ）。

### 日本
日本では、1990年より共同石油（後にジャパンエナジーを経て現在はENEOS）出資の株式会社エーエム・ピーエム・ジャパンが事業展開を開始。2004年にレインズインターナショナルへ資本異動後、2009年に伊藤忠商事が経営権を握るファミリーマートが同社を完全子会社化した。2010年3月1日付けで同社に吸収合併され、ファミリーマートが事業展開するam/pmブランドのコンビニエンスストア・チェーンとなった。その後am/pm店舗は、ファミリーマート店舗への転換もしくは閉鎖が進められ、2011年12月10日に大阪府箕面市と吹田市の最後の2店舗が閉鎖され日本国内から消滅した。

### タイ
タイでは、1999年に外国企業の株式保有と外国人労働の上限が撤廃され、国外からの直接投資の障害がなくなった。外資小売業に関してタイの小売業者は特に欧州系小売大型店に反発していたが、実際に中小小売店への影響が大きかったのはセブンイレブンやam/pmなどのコンビニエンスストアだったと言われている。
タイには約100店舗のam/pmがあったが、2002年にDTACが買収した。